# Néppárt (Horvátország)
Néppárt (horvátul: Narodna stranka) az illír mozgalom és a horvát nemzeti újjászületés eszméiből kinőtt horvát politikai párt volt a Habsburg Birodalomban. A párt 1841-től, főként a Horvát-Szlavón Királyságon belül működött egészen 1906-ban történt feloszlásáig. Ez volt az első modern horvát politikai párt, amelyet 1841-ben Illír Párt néven alapítottak, majd az illír név 1843-as betiltása után Néppártként működött. A pártot Ljudevit Gaj, Ivan Kukuljević Sakcinski és Ivan Mažuranić indította el azzal a céllal, hogy a horvátok lakta országok egyesítéséért, a horvát nyelv hivatalos nyelvként való bevezetéséért, valamint a horvát nemzeti érdekek általános védelméért, különösen a magyarosítási politika ellen küzdjenek. A párt már 1841-ben többségben volt a horvát parlamentben, de 1851-től 1860-ig be volt tiltva.
1861-ben Josip Juraj Strossmayer, Franjo Rački és Ivan Mažuranić vezetésével működését helyreállították, de 1862-ben a Független Néppárt (Samostalna narodna stranka) – független Horvátországot követelve (feltételesen vagy feltétel nélkül), és ellenezve az Unionista Párttal (magyarónokkal) való koalíciót – kivált belőle. A Néppárt később elfogadta a horvát-magyar rendezést (1868) is. Amikor a Néppárt 1871-ben megnyerte a választást, törvénytelennek nyilvánította a kiegyezést. A vezetők közül Ivan Mažuranić bánon kívül kiemelkedett Matija Mrazović, aki 1880-ban a párt opportunizmusa (megalkuvása) miatt megalapította a Független Néppártot (Neovisna narodna stranka) – ekkor nevezte Ante Starčević a párt tisztviselőit magyaróloknak (mađarolci). Ezután a párt fokozatosan elvesztette jelentőségét. 1905-ben csatlakozott a horvát-szerb koalícióhoz, majd az 1906-os választási vereséget követően feloszlott.

## Története

### Az illír mozgalom hatása
Az illír mozgalom már a kezdetekkor, 1835-től ellenállást váltott ki a horvát nemesség egy részéről, amely nem fogadta el az illír eszméket, de a bécsi centralizmus ellen a magyar nemességhez szorosan kapcsolódó, szűkebb érdekeit hangsúlyozta. Ezért az ő kezdeményezésükre 1841-ben megalakult a Horvát–Magyar Párt (Horvatsko-Vugerska stranka), amelynek támogatóit az illírek gúnyosan magyarónoknak nevezték. A délszláv irodalomban a “magyaronokat” azzal vádolták, hogy nem volt bennük nemzeti öntudat, amíg az illírek “erős szláv érzelmükkel” elősegítették Horvátország önállósodását. Pedig az igazság éppen ellenkező: a magyaronoknak igenis tudatában állt horvát nemzetiségük és a magyar-horvát államközösség fennmaradásának szükségessége. Horvát-Magyar Pártot egy testvérpár, Rauch Levin és György (Levin, Juraj Rauch) bárók, a túrmezei (Turopolje) kisnemesek ispánja Joszipovics Antal (Antun Josipović), és Erdődy János gróf vezették. Fő támogatóik a konzervatív, magyarbarát arisztokrácia és a túrmezei bocskoros nemesség voltak. A magyar párt megalakulására válaszul az illírek Ljudevit Gaj és Janko Drašković vezetésével megalapították az Illír Néppártot (eredetileg: Narodna Ilirska Partaja), melynek programszerű alapelveit a hívószó tükrözi: „Isten éltesse a magyar alkotmányt, a Horvát Királyságot és az illír nemzetet!”
1842-ben mindhárom horvát vármegyében, Zágrábban, Kőrösben és Varasdban az illír párt győzött. A Zágráb vármegyei választásokon nem szavazattöbbséggel, hanem erőszakkal győzték le ellenfeleiket, ezért elveszítették bécsi udvar támogatását. Hamarosan, már 1843. január 11-én, az illírek és a magyarónok közötti fokozódó konfliktusok, valamint az illír eszmék Bosznia-Hercegovinában való terjedésével kapcsolatos panaszok miatt I. Ferdinánd császár és király megtiltotta az illír név használatát. Ezért a pártot ezután egyszerűen Néppártnak (Narodna stranka) nevezték, ahogyan a céljait hirdető újságot is akkoriban „Narodne novine”-nak, híveit pedig „narodnjak”nak hívták. Ljudevit Gajt sok illír hibáztatta a bécsi támogatottság elvesztése miatt, így elvesztette a párt vezetését.

### Harc a horvát nyelvért és nemzeti identitásért
A Néppárt céljai között szerepelt a horvát nyelv hivatalos használatba vétele, s e tekintetben a legjelentősebb lépés Ivan Kukuljević Sakcinski 1843. május 2-án a horvát parlamentben elmondott beszéde volt. Ezzel újra fellángoltak a magyarokkal való konfliktusok, melyek 1845 júliusában értek el tetőpontjukra, amikor Zágráb vármegye területe helyreállt. Ezután a magyarónok a turopoljei kisnemesek mellé szegődtek a megyegyűlésben, a narodnjákok pedig kisebbségben maradtak. Zágrábban a Szent Márk téren zavargások törtek ki, a hadsereggel való összecsapásban 13-an haltak meg, 27-en pedig – főként nacionalisták (júliusi áldozatok) – megsebesültek.
Az 1848-as magyarországi forradalmi eseményeket közvetlenül megelőző időszakban a néppárti képviselők birtokolták a horvát parlament többségét. Ez volt az utolsó horvát rendi országgyűlés. A magyarokkal való konfliktus során a szábor úgy döntött, hogy visszaadja Horvátország független kormányát, amelyről Horvátország még 1790-ben lemondott. Ezen kívül ez az országgyűlés követelte az összes horvátlakta ország egyesítését, a Magyarországtól való egyházi függetlenség megvalósulását, valamint a Zágrábi egyházmegye érsekségi rangra emelését. A politikai nyomás hatására az amúgy a magyarónok felé hajló Haller bán lemondott, és báni helytartóként a narodnikokhoz hajló Haulik György püspök vette át a hatalmat. Ennek a parlamentnek az egyik döntése volt, hogy a horvát nyelvet a korábbi latin helyett „diplomáciai és hivatalos” nyelvként vezették be Horvátországban. Ezt a döntést 1847. október 23-án hozták meg. Ezzel a narodnikok által uralt Szábor tulajdonképpen elérte a horvát nemzeti ébredés céljait.
A Habsburg Birodalom más részein lezajlott forradalmi eseményeket követően a zágrábi Opatička utcai Illír-teremben összehívott nagy nemzetgyűlésen a narodnikok Kukuljević és Ambroz Vranyczány vezetésével 30 pontban mutatták be a „nép követeléseit”. Egyebek mellett követelték, hogy Josip Jelačićot, az első bán ezred akkori parancsnokát nevezzék horvát bánnak. Ő viszont kinevezése után azonnal megtiltotta, hogy másoktól parancsokat kapjon, megszakítva ezzel a kapcsolatot a Magyar Királysággal. Jelačić 1848. május 19-re a Horvát és Szlavóniai Királyság területére, amely immár a katonai határőrvidék területét is magában foglalta kiírta az új horvát parlament megválasztását. Ez volt az első népképviseleti horvát országgyűlés, amely június 5-én ült össze. Ebben ismét óriási többségben voltak a narodnikok. Ettől a pillanattól kezdve, és különösen azután, hogy Ivan Kukuljević Sakcinski 1850-ben megalapította a Jugoszláv Történészek Társaságát, a Néppártban felerősödött a délszláv eszme, melyet határozottan támogatott a prominens narodnik, Josip Juraj Strossmayer diakovári püspök, aki már 1849-ben azt írta, hogy célja a Jugoszlávia népeinek barátsága, megegyezése és egyesítése volt. A Néppárt nagyrészt elfogadta az osztrák szlavizmust – egy olyan koncepciót, amely magában foglalja a Habsburg Birodalom fenntartását, de a szláv népek szövetségi egységével. Ezt azonban a bécsi udvar először a bachi abszolutizmus bevezetése, majd az 1867-es osztrák-magyar kiegyezés, az ún. dualizmus által létrejött, a szláv népek feletti német-magyar hegemónia létrehozásával véglegesen elvetette.

### Az osztrák-magyar kiegyezés
Az 1860. április 15-én Josip Šokčević báni kinevezése ügyében ülésező parlamentben szintén a populisták voltak többségben, köztük kiemelt szerepet játszottak: Josip Juraj Strossmayer, Franjo Rački, Matija Mrazović, Ivan Vončina, Ivan Kukuljević Sakcinski és mások. Abban az osztrák-magyar és horvát-magyar betelepítést megelőző időszakban a narodnikok a Magyarországgal való egyesülést szorgalmazták azzal a feltétellel, hogy Horvátország politikai és kulturális autonómiáját tiszteletben tartják. A másik oldalon a lényegesen gyengébb Unionisták Pártja (magyarónok) állt, amely feltétlen szövetségre törekedett Magyarországgal. A pártot Mirko Bogović és gróf Julije Janković vezette. A parlamentben képviseltette magát az Ante Starčević és Eugen Kvaternik vezette Jogok Pártja is, amely Horvátország függetlenségét szorgalmazta.
Ivan Mažuranić, aki már ekkor látta a magyarokhoz való közeledés veszélyét, 1862-ben megalapította a Független Néppártot (más néven Népi Liberális Pártot), amely az Ausztriával való szorosabb kapcsolatokat szorgalmazta, ami a narodnikok szétválásához vezetett. Mažuranićhoz csatlakozott Haulik érsek támogatásával Kukuljević Sakcinski és Ambroz Vraniczány is. Az 1865-ös választásokon azonban ez a párt súlyos vereséget szenvedett az egyesült populistáktól és unionistáktól. Ez pedig a Monarchia újjászervezése során jelentősen meggyengítette Horvátország helyzetét. A narodnikok nem akartak részt venni a horvát-magyar rendezés megkötésében, ezért Šokčević bán lemondott, helyére az unionista Rauch Levin lépett. A Néppárt vezető szerepet játszott a kiegyezéssel szembeni ellenállásban. Az 1869 májusában megtartott választásokon a Néppártnak 51 képviselője volt tizenhárom unionistával és egy jogpártival szemben. Miután Rauch bán 1870-ben törvényt fogadott el, amely bűncselekménynek nyilvánította a kiegyezés elleni harcot, a Néppárt Sziszek katonai igazgatású részén, amely még mindig a Katonai Határőrvidékhez tartozott, elindította a „Zatočnik” című újságot, amelyben az unionisták ellen támadt. Rauch pert indított, de a petrinyai bíróság elutasította a keresetet, és a bánnak le kellett mondania. 

### Együttműködés a Jogpárttal és az újabb szakadás
1871 szeptemberében a narodnikok a jogpártiakkal együtt kiadták a Szeptemberi Kiáltványt, amelyben törvénytelennek nyilvánították a kiegyezést. Az 1872-es országgyűlési választáson a kiegyezés revízióját szorgalmazó Néppárt és a Jogok Pártja győzött, és a báni tisztségre megválasztották az első közembert, Ivan Mažuranićot, így a horvát-magyar rendezés legnagyobb ellenfele került hatalomra. Ezt az országgyűlést a következő évben feloszlatták, de a megállapodást felülvizsgálták, és az 1873-as új országgyűlésen ismét Mažuranićot választották meg bánnak.
Mažuranićot 1883-ban Pejácsevich László követte a báni poszton, és annak ellenére, hogy ő is narodnik volt, elfogadta az unionista politikát. Hatóságai leállították Horvátország Magyarországgal szembeni függetlenebb helyzetére irányuló törekvését, ehelyett folytatódott a fokozatos magyarosítás (Ante Starčević ezért Pejácsevichet és híveit a Néppárt magyarónjaiként említi). Emiatt ismét szétszakadt a párt: Matija Mrazović huszonhárom parlamenti képviselővel (köztük Franjo Rački, Šime Mazzura, Vojnović és mások 1880-ban megalapította a Független Néppártot, amelyet Strossmayer is támogatott. Ez a párt az „Obzor” hírlevelében mutatta be a Néppárt a kiegyezés felülvizsgálata előtti korszakából való eredeti alapelveit.

### A magyarosítás folytatása és a horvát-szerb koalíció
A magyarosítás folytatása népi ellenálláshoz vezetett, amit az osztrák hadsereg beavatkozása elfojtott. 1883-ban Khuen-Héderváry Károlyt nevezték ki bánná, és horvátországi uralmának két évtizede alatt még határozottabban folytatódott a magyarosítás. Az 1884-es, 1887-es, 1892-es, 1897-es és 1901-es országgyűlési választásokon betöltött kormányzása során a választókerületek ügyes manipulálásával és a választójogi törvények megváltoztatásával, amelyekben a szavazati jogot az ingatlan nagysága határozta meg, a Néppárt - a magyarbarát politika fő támasza - szerezte meg a többséget. A Néppárt, mely akkoriban nem volt más, mint Magyarország akaratát végrehajtó párt, azaz kormánypárt lett, és ennek megfelelően a horvát emberek is magyarnak tekintették. Az egyetlen igazi ellenzék akkor a Jogok Pártja volt.
Ezek az ellentmondások 1903-ban nyugtalansághoz és lázadáshoz vezettek, és Khuen-Héderváry kénytelen volt lemondani. Helyére Pejácsevich Tivadar került. Ebben az időszakban alakult meg a fiumei és a zárai határozat alapján a horvát-szerb koalíció, amelybe horvát részről a populisták és a jogpártiak, a szerb nép soraiból pedig függetlenek és radikálisok léptek be. Rövid ideig a horvát szociáldemokraták is koalícióban voltak. Ezzel megszűnt a Néppárt önálló tevékenysége. A horvát-szerb koalíció az első világháború végéig hatalmon maradt Horvátországban és Szlavóniában, de a magyarokkal való együttműködés (akkor még nem volt látható az osztrák-magyar dualizmus vége) és a háború kimenetelére való felkészületlenség mélyen kompromittálta. A háború után az egykor a Néppárt által elfoglalt politikai teret a Horvát Parasztpárt foglalta el.

### Befolyása Isztria és Dalmácia területére
A horvát Néppárt jelentős befolyást gyakorolt a nemzettudat felébredésére Isztria és Dalmácia területén is, amelyek a Monarchia osztrák részén külön országokként váltak el a magyar részen fekvő Horvát-Szlavónországtól. Dalmáciában a Néppárt hatására emelkedett fel a populista mozgalom, majd a helyi Néppárt, amelynek célja a horvát nyelv hivatalossá tétele, valamint Horvátországgal és Szlavóniával való egyesülés volt. Ezért a dalmáciai narodnikokat „annexionistáknak” nevezték, ellentétben az „autonómistákkal”, akik később az olasz irredentizmus nyílt képviselőivé váltak.
Az isztriai populizmust közvetlenül Strossmayer püspök ösztönözte, a Néppárt pedig Horvátországból és Szlavóniából is küldött anyagi segítséget az isztriai populistáknak. 1884-ben az isztriai parlamentben megalakult a horvát-szlovén frakció. Isztrián az olvasótermek megnyitásával kezdődött a nemzeti megújulás. Az elsőt Kastavban nyitották meg 1866-ban. Az isztriai horvátok elindították a „Naša sloga” című isztriai újságot. 1899-ben Pazinban megnyílt Isztria első horvát középiskolája. Sokat tett az oktatás fejlesztéséért és hozzájárult az ottani horvát lakosság kulturális felemelkedéséhez. Ez tette Kastavot és Pazint az isztriai horvát revivalista mozgalmak fő központjává. Az isztriai nemzeti ébredés főszervezői Juraj Dobrila püspök és Dinko Vitezić krki püspök voltak. Az isztriai horvátok és szlovének nemzeti újjáéledésének sikere éppen akkor kezdett megvalósulni, amikor kitört az első világháború, amit e régiók Olaszországhoz csatolása követett. Olaszország ezután agresszíven kezdett bele az olaszosításba, amely a legjobb esetben is tagadta a szlovének és horvátok létezését, és az amorf szlávizmus szintjére redukálta őket.

## Fordítás
Ez a szócikk részben vagy egészben  a   Narodna stranka című horvát Wikipédia-szócikk ezen változatának fordításán alapul.  Az eredeti cikk szerkesztőit annak laptörténete sorolja fel. Ez a jelzés csupán a megfogalmazás eredetét és a szerzői jogokat jelzi, nem szolgál a cikkben szereplő információk forrásmegjelöléseként.